# رزم‌ناو کلاس اینوینسیبل
بتل‌کروزر کلاس اینوینسیبل (به انگلیسی: Invincible-class battlecruiser) یک کلاس از کشتی است که طول آن ۵۶۷ فوت (۱۷۲٫۸ متر) می‌باشد.